# Rudolf IV. (Baden)
Rudolf IV. († 25. Juni 1348) war Markgraf von Baden.

## Leben
Er war der Sohn von Hermann VII. von Baden (1266–1291) und Agnes von Truhendingen († nach 1309). Nach dem Tod des Vaters regierte Rudolf die Markgrafschaft zunächst gemeinsam mit seinem Bruder Friedrich. Später erfolgte eine Landesteilung. Friedrich erhielt Baden-Baden und Eberstein, Rudolf erhielt Pforzheim. In der Pforzheimer Vorstadt ließen Rudolf und seine Gattin Luitgard 1322 ein Spital einrichten. das sie am 24. September 1323 an den Heilig-Geist-Orden und damit in die Obhut des Grüninger Heilig-Geist-Spitals übergaben.
Rudolf IV. heiratete vor dem 28. Februar 1318, in erster Ehe, Luitgard von Bolanden († 1324/25), Schwester der Zisterzienserin Anna von Bolanden; in zweiter Ehe, vor dem 18. Februar 1326, Maria von Oettingen († 10. Juni 1369). Aus der 2. Ehe gingen folgende Kinder hervor:
- Friedrich III. von Baden (* um 1327; † 2. September 1353)
- Rudolf V. von Baden (* unbekannt; † 1361), heiratete am 26. August 1347 seine Cousine zweiten Grades Adelheid von Baden († 1370/1373), die Tochter von Rudolf Hesso von Baden († 1335)

Maria von Öttingen wurde als Witwe Zisterzienserin im Kloster Lichtenthal und durch sie gelangte dorthin vermutlich der heute in der Badischen Landesbibliothek in Karlsruhe befindlichen Psalter Codex Lichtenthal 37, der ursprünglich Anna von Bolanden im Kloster Kirschgarten (Worms) gehörte. Anna von Bolanden war die Schwester der 1. Frau von Markgraf Rudolf IV.